# 埃勒斯利 (喬治亞州)
埃勒斯利（英語：Elleslie）是位於美國喬治亞州哈里斯縣的一個非建制地區。該地的面積和人口皆未知。

## 地理
埃勒斯利的座標為32°37′53″N 84°48′04″W / 32.63139°N 84.80111°W，而該地的平均海拔高度為220米（即722英尺）。